# KBS de Regenboog

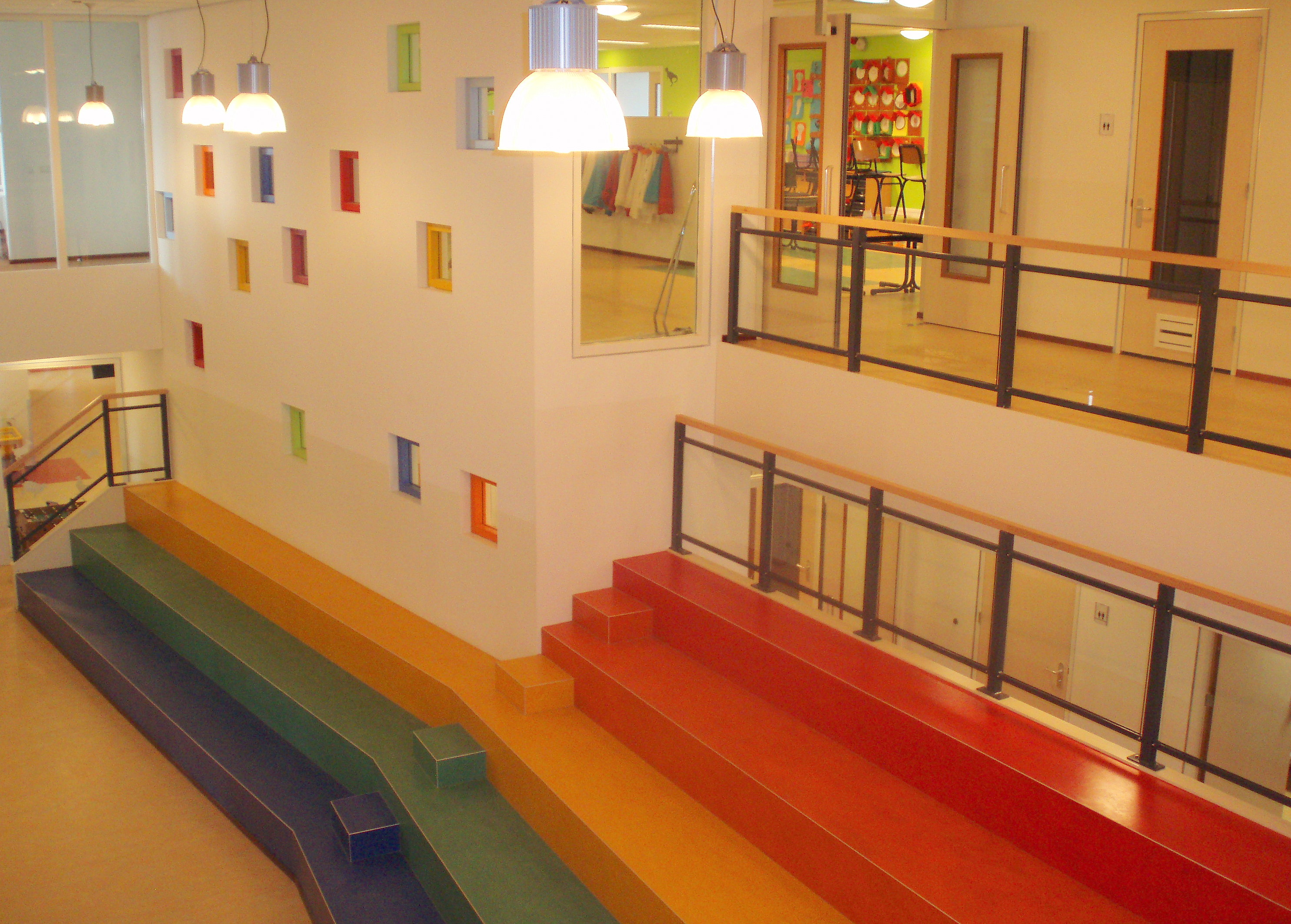
Het auditorium, met kleuren van de regenboog

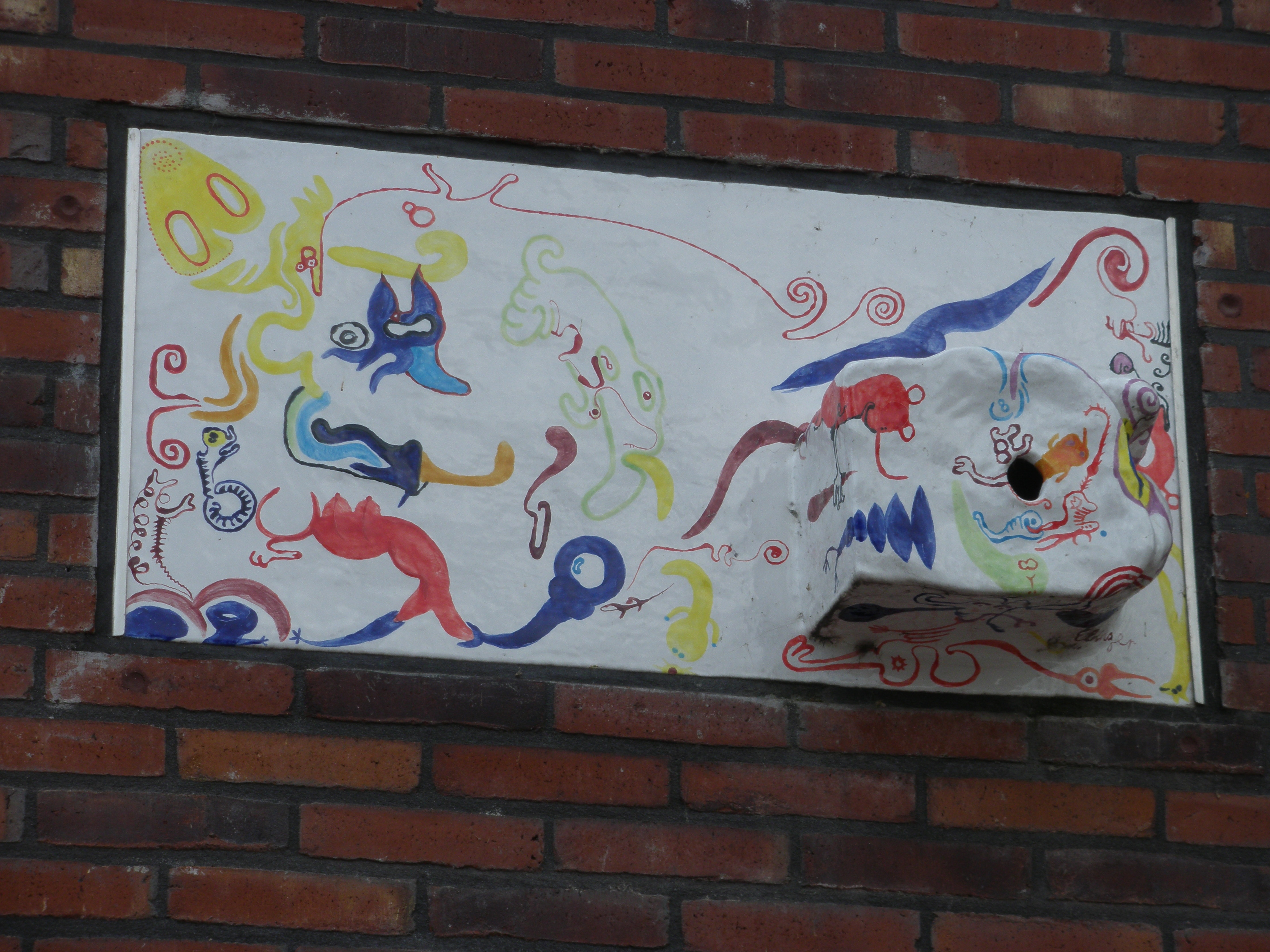
Nestkast, kunstwerk van Moritz Ebinger

KBS de Regenboog is een katholieke basisschool in de wijk Waterrijk in Woerden. Met ruim 500 leerlingen is het de grootste basisschool in de gemeente Woerden.

## Het gebouw
De school is gevestigd in een gebouw naar ontwerp van de Nederlandse architecte Suzana Lopes da Silva en werd genomineerd voor de Scholenbouwprijs 2008. Op 2 oktober 2006 werd de eerste paal geslagen, waarna op 21 juni 2007 het hoogste punt was bereikt. Op 9 januari 2008 was de eerste schooldag.
Het gebouw kenmerkt zich door een indeling in zogenaamde units. Dit zijn kleine afdelingen met een centrale ruimte waar de lokalen rondom zijn geplaatst. Iedere unit bestaat uit drie groepen van hetzelfde leerjaar. Aan elke unit is een kleur toegekend en ieder lokaal is op zijn beurt weer voorzien van een pictogram van een dier. De kleuren vormen samen een regenboog. De regenboog en de dierpictogrammen verwijzen naar het verhaal in de Bijbel (Oude Testament) over de Ark van Noach. Ook beschikt iedere unit over een eigen ruimte voor de leerkrachten, het unitkantoor.
Het hart van het gebouw wordt gevormd door het auditorium. Dit is een ruimte met een podium en een tribune in de kleuren van de regenboog. Doordat het auditorium zich in het hart van het gebouw bevindt, is in de omliggende lokalen al snel sprake van geluidsoverlast.

## Brede school
De Regenboog is een zogenaamde brede school. De gymzaal wordt na schooltijd gebruikt door diverse sportverenigingen. Ook is er een kinderopvang en tussen- en naschoolse opvang gevestigd in het gebouw. De lokalen kunnen na schooltijd worden gehuurd voor cursussen.

## Kunstwerken
In de gevel aan de zijde van de hoofdingang bevindt zich een kunstwerk van de kunstenaar Moritz Ebinger. Het betreft een geglazuurd keramiek waarin een nestkast is verwerkt. Dit kunstwerk is onthuld op 11 juli 2008 door wethouder Loes Ypma.

## Trivia
- De atleet Thijs Ros was als vakdocent gymnastiek verbonden aan de Regenboog.